# Mes frères et moi
Mes frères et moi (Mijn broers en ik) is een Franse dramafilm uit 2021, geregisseerd door Yohan Manca.

## Samenvatting
De 14-jarige Nour (die als straf voor zijn onbeleefdheid een taakstraf moet uitvoeren) gaat zanglessen volgen bij een operazangeres.

## Cast
- Maël Rouin Berrandou - Nour
- Judith Chemla - Sarah
- Dali Benssalah - Abel
- Sofian Khammes - Mo
- Moncef Farfar - Hédi
- Luc Schwarz - Pietro
- Olivier Loustau - oom Manu
- Olga Milshtein - Julia